# Doleschallia indica
Doleschallia indica är en fjärilsart som beskrevs av Moore. Doleschallia indica ingår i släktet Doleschallia och familjen praktfjärilar. Inga underarter finns listade i Catalogue of Life.